# Chilensk corralero
I Chile ses hästrasen Chilensk Corralero mest som ett arbetsdjur. Idag används hästen mycket på rancherna i Chile och kringvarande länder och det är den vanligaste rasen som används på Chiles variant av Rodeo. Rasen är urstark och en häst på lite över 300 kilo kan lätt stoppa en tjur på över 500 kilo! 

## Historia
Corraleron har sitt ursprung i de spanska hästar som kom till Chile med den spanska conquistadoren Pedro de Valdivia, år 1541. Chiles läge gjorde dock att hästarna introducerades senare i landet än i övriga Sydamerika. Detta gjorde dock att avelsmaterial av toppklass fanns i närheten inom Sydamerika, istället för i Europa som tidigare. Man korsade de spanska hästarna med inhemska bergshästar från Peru och Charcas i nuvarande Bolivia. För att få fram högsta kvalitet på hästarna använde man sig även av 42 avelshästar som var berömda ättlingar till några av Sydamerikas absoluta topphingstar under den här tiden. 
Redan 1544 startades aveln av en enskild ny ras på ett stuteri som ägdes av prästen Rodrigo González Marmolejo i vad som då kallades Nueva Toledo. Uppfödaren la nästan all vikt vid att hästarna skulle hålla så hög kvalitet som möjligt. Det var på detta stuteri det absolut främsta och viktigaste avelsmaterialet till den chilenska corraleron utvecklades. 
Under början av 1500-talet hade de chilenska hästarna spridit sig över hela Chile. Den inhemska befolkningen mapucherna hade en stor kunskap om hästar och träning och stammarna ägde ett stort antal hästar som de tränade till krigsremonter. Mapucherna var även ökända för att ofta stjäla hästar i kringliggande länder som de sedan smugglade över gränserna in till Chile, och troligtvis blandades de chilenska hästarna ut något med andra sydamerikanska hästraser, troligtvis mycket av den argentinska Criollon, därför menar man än idag att den Chilenska Corraleron är Chiles svar på Criollon. Olika varianter på Criollon är något som varje Sydamerikanskt land har avlat fram.  
Under 1600-1700-talet användes de chilenska corralerohästarna mest i krig och i de lokala jordbruken. Men under 1700-talet hade man även avlat en elegantare paradtyp av rasen med hjälp av importerade hästar från Spanien, bland annat Andalusierhästar. De chilenska hästarna hade även utvecklats till ädlare typer med fina gångarter, framförallt traven och passgång. Chile hade fått ett rykte om sig att ha de bästa hästarna i hela Sydamerika. 
De chilenska hästarna användes nu även som boskapshästar i Chile, av de lokala cowboysen som kallades "huasos". Boskapsskötsel hade ökat dramatiskt under 1800-talets första hälft när Chile blivit självständigt från Spanien och många av de lokala rancherna hade boskap som kunde gå ända upp till 7000 djur. För att klara av att sköta de stora hjordarna så krävde ranchägarna hästar som klarade av påfrestningen och som hade ett naturligt sinne för vallning. De bästa chilenska hästarna inom boskapsområdet var även de som blev mest eftertraktade inom aveln av rasen och för att sortera ut de bästa hade man ibland grymma metoder. Bland annat släppte man loss ston i en liten inhägnad med 50-100 nötkreatur för att se om hon klarade av att valla dem utan ryttare. Minsta lilla felsteg eller om hästen halkade kunde hästen gå direkt till slakt. 
Denna selektering av hästarna ledde till att chilenska uppfödare blev de mest inflytelserika i hela Sydamerika och många följde deras exempel. Uppfödarna fick även större inflytande när en ny sport dök upp i landet. Folket började intressera sig för så kallade "match races", kapplöpningar mellan två hästar på korta distanser. Dessa lopp blev populära över hela landet och nu satsade man även på snabbare hästar inom aveln vilket även gjorde att de hästar som inte hade sinne för boskapsskötsel kunde få ytterligare en chans att kunna användas inom aveln. De nya snabbare hästarna influerade även boskapshästarna då de chilenska cowboysen (huasos) hellre ville ha snabba hästar, än hästar med uthållning. 
Under slutet av 1800-talet utsattes de sydamerikanska uppfödarna för ett enormt tryck från Nordamerikanska myndigheter att man skulle korsa sina hästar med vilka hästar som helst som importerats från Europa. För att bevara den renrasiga chilenska hästen som nu räknades som en nationell klenod så startades en stambok som förbjöd all slags utavel eller korsningar med de chilenska hästarna. 
Under slutet av 1800-talet skulle boskapsskötseln minska drastiskt över hela landet och järnvägar byggdes runt om i Sydamerika. Detta gjorde att efterfrågan på de chilenska hästarna minskade drastiskt. Uppfödare blev tvungna att satsa på andra hästar som var bättre än de chilenska hästar på att dra vagnar, användas i jordbruk eller som ridhästar. För att rädda rasen var man nu tvungen att öka populariteten för den chilenska rodeon, det enda område där den chilenska corraleron var överlägsen. Genom att öka populariteten för sporten skulle man även minska uppfödarnas frestelse att avla ut hästarna med andra raser, då de chilenska hästarna hade hållits helt rena från annat blod under mer än 150 år. Chile blev nu det första landet i Sydamerika att registrera sin nationalras. 
Under hela 1900-talet ökade intresset för rodeon och sporten blev mer organiserad och säker. Även aveln av den chilenska corraleron påverkades då man istället för att avla olika typer som passade inom olika områden, istället satsade helt uteslutet på boskapshästarna och hög kvalitet. Än idag används hästarna inom landets variant av westernridning och rodeo som hålls på en halvmåneformad bana, och det hålls ofta uppvisningar i ryttarnas skicklighet inom boskapsskötseln.

## Egenskaper
Den chilenska corraleron är väl balanserad och proportionerlig i exteriören, med ett ganska platt huvud. Hela kroppen är näst intill helt kvadratisk vilket ger en enorm styrka och balans åt rasen. 
Idag används rasen mycket inom den chilenska varianten på Westernridning och på rancherna runt omkring i Chile. Den används till en vanlig gren i Chile som innebär att man till häst jagar stora hjordar med boskap. 
Corraleron är en otroligt vacker häst att se på och även om de ser hetsig ut så är rasen lugn och intelligent och älskar att jobba hårt.